# Дёссинг, Финн
Финн Дё́ссинг Йенсен (дат. Finn Døssing Jensen; 27 апреля 1941, Виборг — 25 июня 2022, Виборг) — датский футболист, играл на позиции нападающего.

## Биография

### Игровая карьера
В возрасте 17 лет начал карьеру в «Виборге», в котором отыграл шесть сезонов.
В 1964 году переехал в Шотландию, где подписал контракт с «Данди Юнайтед», который в те годы возглавлял Джерри Керр. В сезоне 1965/66 его 25 голов за «Данди Юнайтед» позволили «мандариновым» занять в чемпионате 5-е место и выйти в еврокубки. В составе «мандариновых» Дёссинг сыграл во всех турнирах 115 матчей и забил 76 голов.
В 1967 году в течение некоторого времени играл на правах аренды в США за «Даллас Торнадо». Завершил карьеру на родине, где играл за «Ольборг».

### Признание
В 2008 году стал одним из первых футболистов, игравших за «Данди Юнайтед», который был включён в Зал славы. После включения в Зал славы он сказал: «Спустя столько лет я все еще чувствую себя игроком „Данди Юнайтед“. Это мой клуб».

### Смерть
Скончался 25 июня 2022 года в возрасте 81 года.